# Idntt （韓國團體）
1. REDIRECT Idntt（韓國團體）